# 欧文顿 (肯塔基州)
欧文顿（英語：Owenton），是美国肯塔基州的一座城市。建立于1822年，面积约为2.8平方公里（1.1平方英里）。根据2010年美国人口普查，该市的人口为1,327人。